# Gundalow

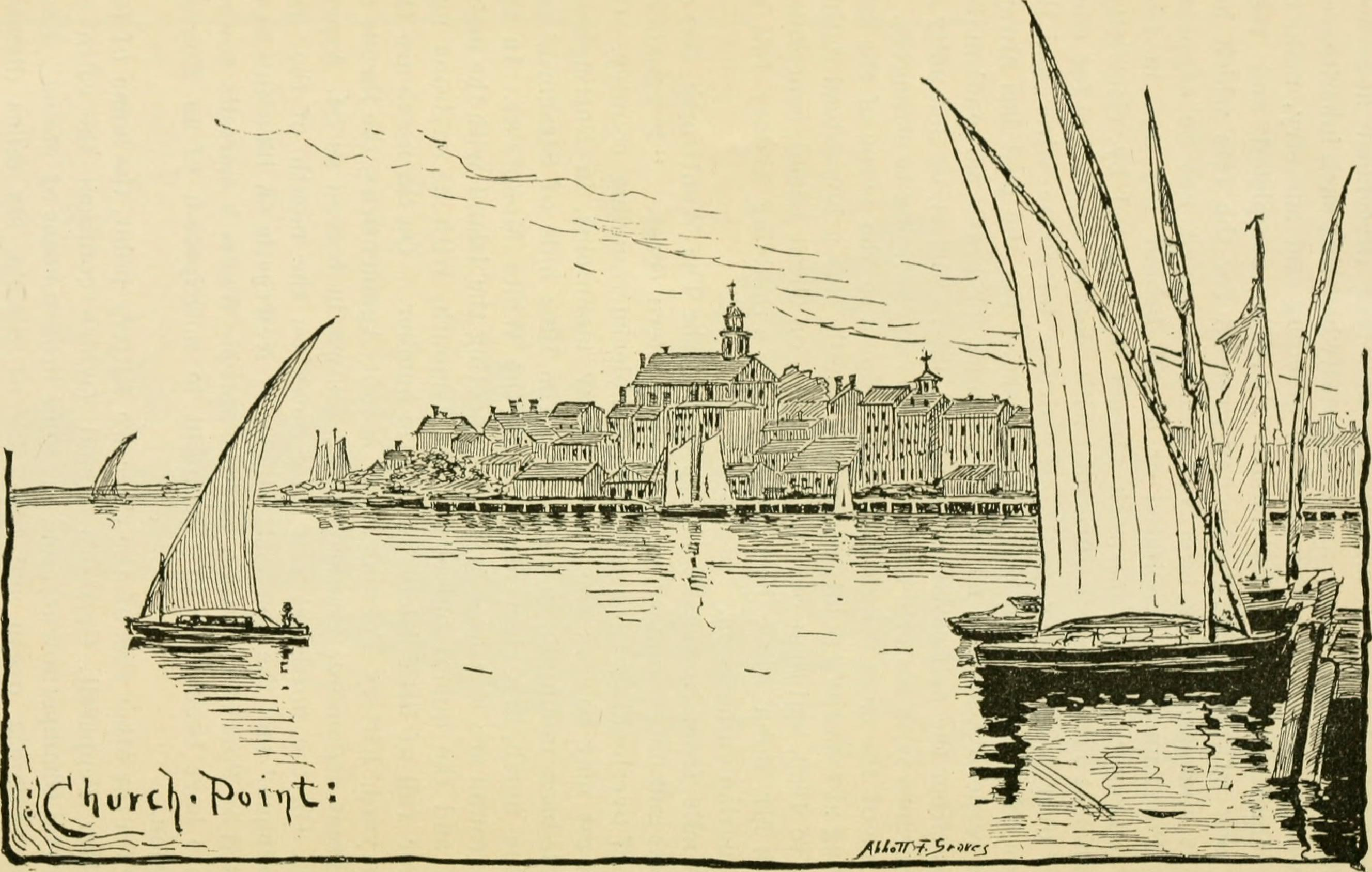
Un gundalow dans le Maine (1887).

Les gundalows sont un type de voilier à fond plat et voile latine, répandus dans les rivières du Maine et du New Hampshire entre le XVIIe et le début du XXe siècle.
Ces navires, utilisés dans le transport fluvial, ont été occasionnellement employés à des fins militaires sur les lacs et cours d'eau d'Amérique du Nord durant la guerre d'indépendance américaine dans une version armée et modifiée (gréement carré).

## Historique
Également connus à l'époque sous le nom de « gondola », « gundalo », « gundelo » ou « gundelow », les gundalows sont apparus pour la première fois au milieu des années 1600, ce type de navire a atteint une maturité dans sa conception entre les XVIIe et XIXe siècles. Il a poursuivi son évolution jusqu'au début des années 1900 avant de disparaître avec l'arrivée de la motorisation.

## Description
Les gundalows mesuraient jusqu'à 24 mètres de long, utilisant les courants, les courants de marée et une grande voile latine enverguée sur une antenne, pour se déplacer ; les espars sont amovibles pour passer sous les ponts.
Avec une forme de coque équivalente à une gabare, les gundalows étaient équipés d'ailes de dérive au lieu d'une quille fixe, leur permettant, avec un très faible tirant d'eau, de naviguer en eaux peu profondes. Cela permettait également de faciliter le chargement et déchargement des marchandises grâce à un espace de chargement central libéré :
- Un mât positionné très en avant du bateau ;
- L'absence de quille centrale.

## Usages

### Navire de charge
Ils transportaient principalement du bétail, des briques, du bois d’œuvre et d'autres matières premières en vrac vers l'aval de la rivière et remontaient des produits finis et du matériel vers l'amont.

### Évolution militaire
Des canonnières de style gundalow avec un mât fixe et gréement carré ont été construites et déployées sur le lac Champlain par les forces britanniques et américaines pendant la guerre d'indépendance des États-Unis, réunies au combat à la bataille de l'île Valcour.

## Réplique
Une réplique de gundalow : le Piscataqua, est entretenu par une organisation à but non lucratif de Portsmouth, dans le New Hampshire. Le Piscataqua est utilisé dans les programmes d’enseignement et dans la sensibilisation à l’environnement des communautés côtières voisines du New Hampshire et du Maine. Son précurseur, le Captain Edward Adams, construit avec des matériaux et des méthodes traditionnels dans les années 1980, est conservé à Dover dans le New Hampshire, le long de la rivière Cocheco.

## Galerie

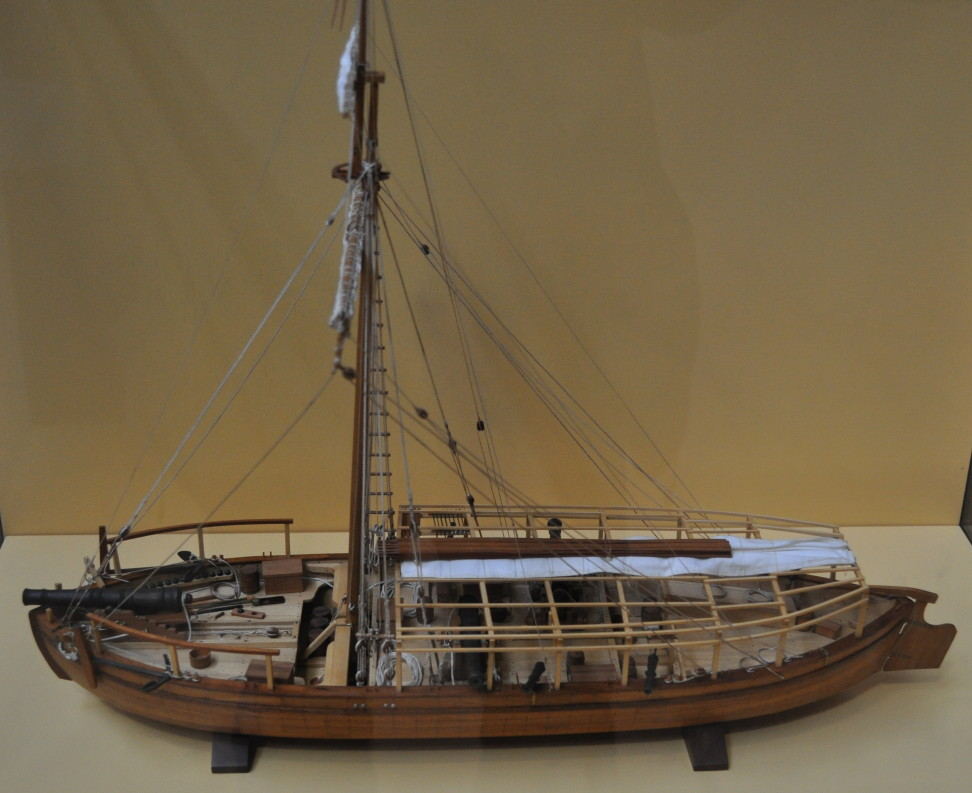
Version militaire à gréement carré d'un gundalow : modèle de l'USS Philadephia (1776), coulé lors de la bataille de l'île Valcour.
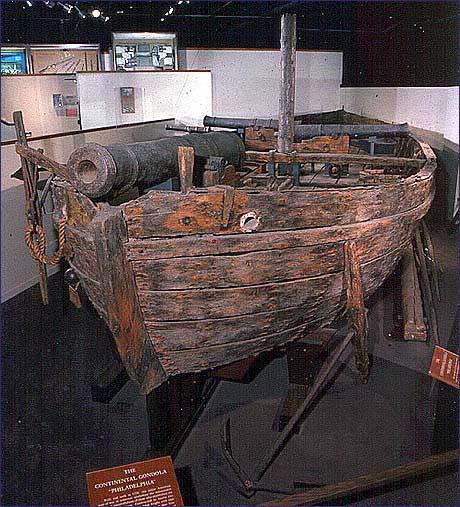
Le Philadelphia exposé au musée national d'histoire américaine à Washington D.C. et ses canons de petit calibre.
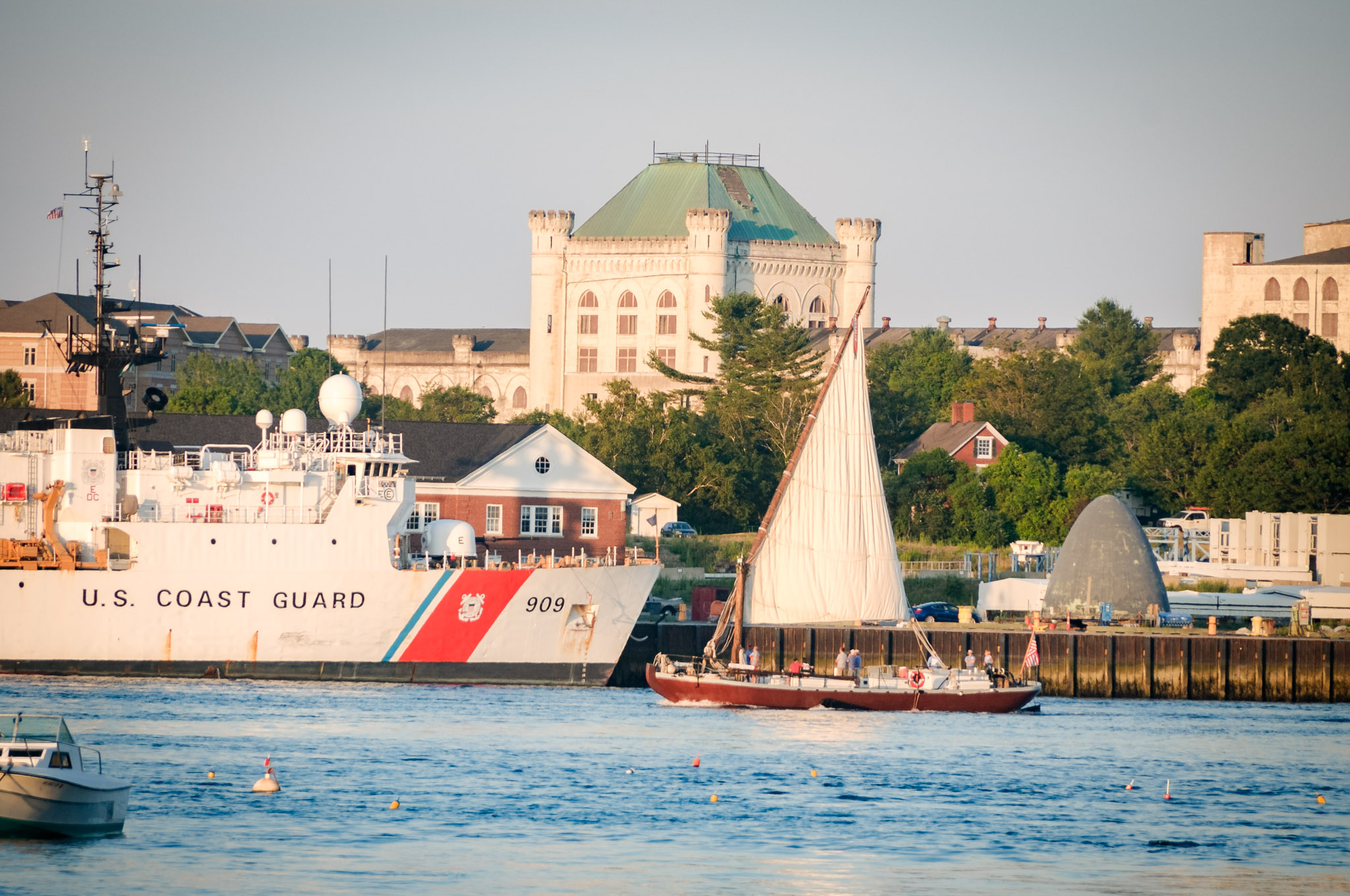
Réplique d'un Gundalow, le Piscataqua est basé à Portsmouth.